# エドゥアルド・ロドリゲス (左投手)
エドゥアルド・ホセ・ロドリゲス・エルナンデス（Eduardo José Rodríguez Hernández, 1993年4月7日 - ）は、ベネズエラのカラボボ州バレンシア出身のプロ野球選手（投手）。左投左打。MLBのアリゾナ・ダイヤモンドバックス所属。愛称はエル・ガロ（El Gualo）他（後述）。

## 経歴

### プロ入りとオリオールズ傘下時代
2010年1月22日にアマチュア・フリーエージェントでボルチモア・オリオールズと契約してプロ入り。傘下のルーキー級ドミニカン・サマーリーグ・オリオールズ1でプロデビュー。12試合に先発登板して3勝4敗、防御率2.33、62奪三振を記録した。
2011年はまずルーキー級ガルフ・コーストリーグ・オリオールズでプレーし、11試合（先発10試合）に登板して1勝1敗1セーブ、防御率1.81、46奪三振を記録した。9月にA-級アバディーン・アイアンバーズへ昇格し、1試合に登板した。
2012年はA級デルマーバ・ショアバーズでプレーし、22試合に先発登板して5勝7敗、防御率3.70、73奪三振を記録した。
2013年はまずA+級フレデリック・キーズでプレーし、14試合に先発登板して6勝4敗、防御率2.85、66奪三振を記録した。7月にAA級ボウイ・ベイソックスへ昇格。フューチャーズゲームに選出された。AA級ボウイでは11試合に登板して4勝3敗、防御率4.22、59奪三振を記録した。
2014年はAA級ボウイで16試合に先発登板して3勝7敗、防御率4.79、69奪三振を記録した。

### レッドソックス時代
2014年7月31日にアンドリュー・ミラーとのトレードで、ボストン・レッドソックスへ移籍した。移籍後は傘下のAA級ポートランド・シードッグスでプレーし、6試合に先発登板して3勝1敗、防御率0.96、39奪三振を記録した。オフの11月20日にレッドソックスとメジャー契約を結んで40人枠入りした。

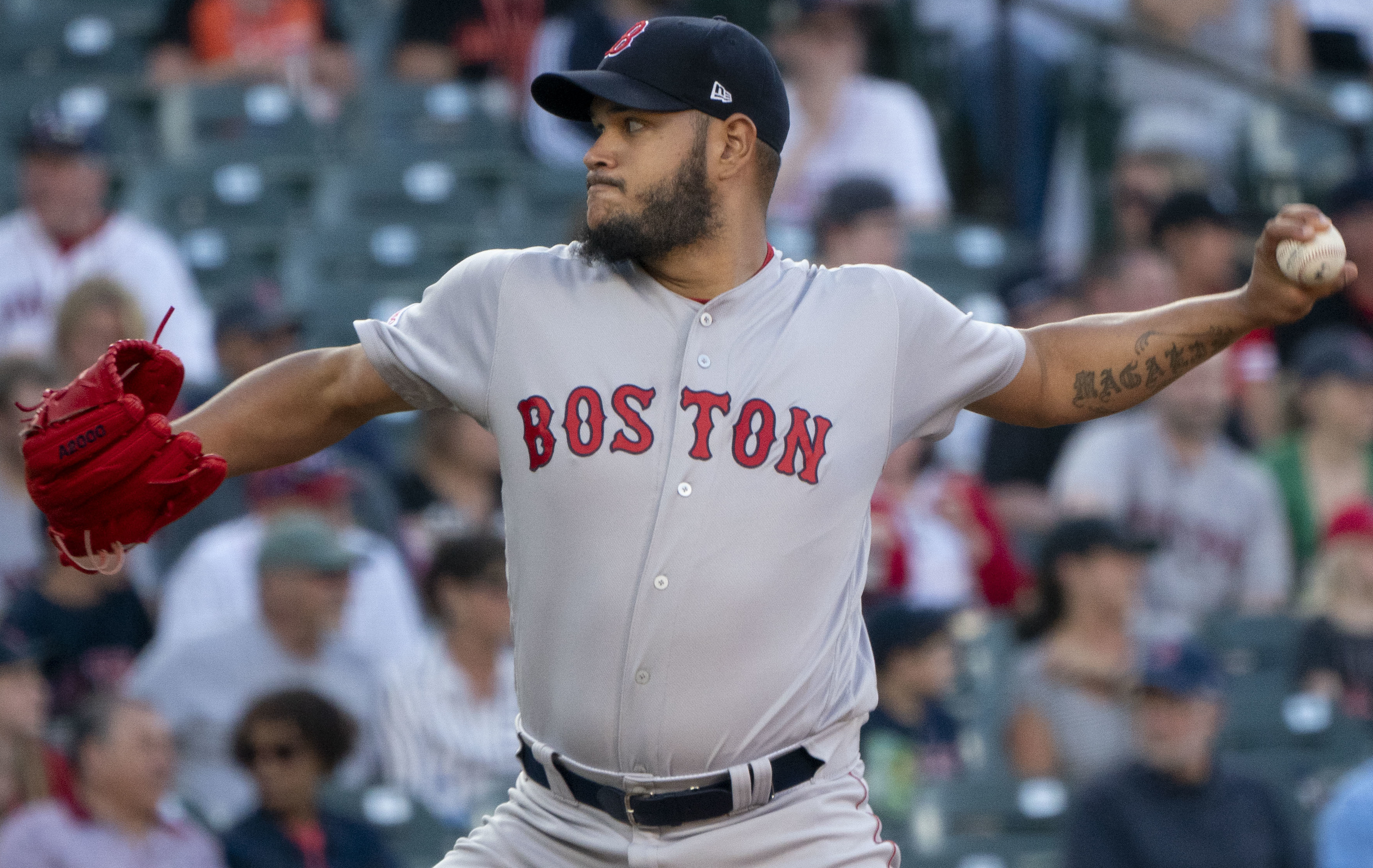
ボストン・レッドソックス時代
（2019年6月14日）

2015年5月28日のテキサス・レンジャーズ戦でメジャー初登板で先発し、7.2回を無失点に抑えて初勝利を挙げる鮮烈なデビューを飾った。以後、先発ローテーションの一角に定着して21試合に先発登板し、メジャー1年目から2桁勝利（10勝）を記録する活躍ぶりを見せた。防御率も、4点未満（3.85）にまとめた。
2016年は前年とほぼ同数の20試合に先発登板した。防御率は悪化して4.71となり、3勝7敗と負け越したが、奪三振率が上昇（7.2から8.4）するなど収穫もあった。
2017年はシーズン開幕前の2月8日に指名投手枠で第4回ワールド・ベースボール・クラシック（WBC）のベネズエラ代表に選出された。レギュラーシーズンでは先発ローテーションに入ったが、6月2日の試合前に転倒して右膝を負傷し、故障者リスト入りした。オールスター明けに復帰し、最終的には25試合中24試合に先発登板し、防御率4.19、6勝7敗、WHIP1.28という成績を記録。三振を奪うペースはメジャーデビュー以来、年々上昇し、奪三振率9.8はキャリアハイだった。
2018年は先発ローテーションに入った状態で開幕を迎える。4月には5回の先発登板があり3勝と勝敗無しが2回だった。7月15日に右足首の捻挫で故障者リストに入った。この怪我の時点で19試合の先発登板で104.2回を投げて11勝3敗、防御率3.44だった。8月20日にAA級ポートランドに怪我のリハビリで降格した。MLBに復帰したのは9月1日になった。レギュラーシーズンでは27試合（先発23試合）で129.2回を投げて13勝5敗、防御率3.82、146奪三振を記録した。ポストシーズンではニューヨーク・ヤンキースとのアメリカンリーグディビジョンシリーズ（ALDS）で2試合の登板、ヒューストン・アストロズとのアメリカンリーグチャンピオンシップシリーズ（ALCS）で2試合の登板があり3.2回を投げ、2安打、3得点を献上した。ロサンゼルス・ドジャースとのワールドシリーズでは第4戦に先発登板し5.2回を投げ、4安打、2四球、4得点を許すも6三振を奪い、勝敗はつかなかった。その後、第5戦目でレッドソックスのワールドシリーズ優勝が決まった。
2019年は34試合すべて先発登板だった。203.1回を投げて213奪三振を記録し防御率3.81で19勝6敗だった。20勝に到達する機会はあったが、7回を投げ3失点で勝ち負けつかず逃してしまった。オフにはアメリカンリーグのサイ・ヤング賞投票で6位だった。
2020年7月7日に新型コロナウイルスに感染したことが発表された。シーズンの開始が遅延することに先立って、故障者リストに入った。その後、コロナウイルスが原因とされる心筋炎と診断され、8月1日に治療に専念するためにシーズンを全休することを発表した。オフの12月1日に年俸調停を回避し、1年総額830万ドルで契約延長した。
2021年に2年ぶりにMLBに復帰した。オフの11月3日にFAとなり、球団から提示された1840万ドルのクオリファイング・オファーを拒否した。

### タイガース時代
2021年11月16日にデトロイト・タイガースと5年総額7700万ドルの契約を結んだ。オプションとして最大300万ドルの出来高と一部球団に対するトレード拒否権、2023年シーズン終了後に契約を破棄してFAとなれるオプトアウトの権利が含まれる。
2023年オフの11月3日に契約延長オプションを破棄して、FAとなった。

### ダイヤモンドバックス時代
2023年11月8日にアリゾナ・ダイヤモンドバックスと4年総額8000万ドルの契約を結んだ。

## 選手としての特徴
最速98.3mph（約158.2km/h）の速球にチェンジアップやカッターなどの変化球を投げ分ける。

## 人物
愛称はエル・ガロ（El Gualo）で2017年、2018年、2019年のプレイヤーズ・ウィークエンドで使用している。他にもE-Rod、エディー（Eddie）がある。

## 詳細情報

### 年度別投手成績
| 年 度    | 球 団    | 登 板 | 先 発 | 完 投 | 完 封 | 無 四 球 | 勝 利 | 敗 戦 | セ 丨 ブ | ホ 丨 ル ド | 勝 率 | 打 者 | 投 球 回 | 被 安 打 | 被 本 塁 打 | 与 四 球 | 敬 遠 | 与 死 球 | 奪 三 振 | 暴 投 | ボ 丨 ク | 失 点 | 自 責 点 | 防 御 率 | W H I P |
| -------- | -------- | ----- | ----- | ----- | ----- | -------- | ----- | ----- | -------- | ----------- | ----- | ----- | -------- | -------- | ----------- | -------- | ----- | -------- | -------- | ----- | -------- | ----- | -------- | -------- | ------- |
| 2015     | BOS      | 21    | 21    | 0     | 0     | 0        | 10    | 6     | 0        | 0           | .625  | 522   | 121.2    | 120      | 13          | 37       | 1     | 4        | 98       | 4     | 1        | 55    | 52       | 3.85     | 1.29    |
| 2016     | BOS      | 20    | 20    | 0     | 0     | 0        | 3     | 7     | 0        | 0           | .300  | 458   | 107.0    | 99       | 16          | 40       | 1     | 3        | 100      | 0     | 0        | 58    | 56       | 4.71     | 1.30    |
| 2017     | BOS      | 25    | 24    | 0     | 0     | 0        | 6     | 7     | 0        | 0           | .462  | 582   | 137.1    | 126      | 19          | 50       | 1     | 5        | 150      | 1     | 1        | 66    | 64       | 4.19     | 1.28    |
| 2018     | BOS      | 27    | 23    | 0     | 0     | 0        | 13    | 5     | 0        | 0           | .722  | 553   | 129.2    | 119      | 16          | 45       | 1     | 4        | 146      | 1     | 0        | 56    | 55       | 3.82     | 1.26    |
| 2019     | BOS      | 34    | 34    | 0     | 0     | 0        | 19    | 6     | 0        | 0           | .760  | 859   | 203.1    | 195      | 24          | 75       | 2     | 7        | 213      | 3     | 0        | 88    | 86       | 3.81     | 1.33    |
| 2021     | BOS      | 32    | 31    | 0     | 0     | 0        | 13    | 8     | 0        | 0           | .619  | 675   | 157.2    | 172      | 19          | 47       | 0     | 2        | 185      | 0     | 1        | 87    | 83       | 4.74     | 1.39    |
| 2022     | DET      | 17    | 17    | 0     | 0     | 0        | 5     | 5     | 0        | 0           | .500  | 391   | 91.0     | 87       | 12          | 34       | 0     | 2        | 72       | 1     | 0        | 49    | 41       | 4.05     | 1.33    |
| 2023     | DET      | 26    | 26    | 0     | 0     | 0        | 13    | 9     | 0        | 0           | .591  | 621   | 152.2    | 128      | 15          | 48       | 0     | 3        | 143      | 3     | 0        | 59    | 56       | 3.30     | 1.15    |
| 2024     | ARI      | 10    | 10    | 0     | 0     | 0        | 3     | 4     | 0        | 0           | .429  | 224   | 50.0     | 56       | 8           | 19       | 1     | 1        | 47       | 0     | 0        | 29    | 28       | 5.04     | 1.50    |
| MLB：9年 | MLB：9年 | 212   | 206   | 0     | 0     | 0        | 85    | 57    | 0        | 0           | .599  | 4885  | 1150.1   | 1102     | 142         | 395      | 7     | 31       | 1154     | 13    | 3        | 547   | 521      | 4.08     | 1.30    |

- 2024年度シーズン終了時
- 各年度の太字はリーグ最高

### WBCでの投手成績
| 年 度 | 代 表      | 登 板 | 先 発 | 勝 利 | 敗 戦 | セ ｜ ブ | 打 者 | 投 球 回 | 被 安 打 | 被 本 塁 打 | 与 四 球 | 敬 遠 | 与 死 球 | 奪 三 振 | 暴 投 | ボ ｜ ク | 失 点 | 自 責 点 | 防 御 率 |
| ----- | ---------- | ----- | ----- | ----- | ----- | -------- | ----- | -------- | -------- | ----------- | -------- | ----- | -------- | -------- | ----- | -------- | ----- | -------- | -------- |
| 2023  | ベネズエラ | 1     | 1     | 0     | 0     | 0        | 12    | 2.0      | 7        | 0           | 0        | 0     | 0        | 3        | 0     | 0        | 1     | 1        | 4.50     |

### 年度別守備成績
| 年 度 | 球 団 | 投手（P） | 投手（P） | 投手（P） | 投手（P） | 投手（P） | 投手（P） |
| 年 度 | 球 団 | 試 合     | 刺 殺     | 補 殺     | 失 策     | 併 殺     | 守 備 率  |
| ----- | ----- | --------- | --------- | --------- | --------- | --------- | --------- |
| 2015  | BOS   | 21        | 5         | 17        | 2         | 0         | .917      |
| 2016  | BOS   | 20        | 4         | 11        | 1         | 1         | .938      |
| 2017  | BOS   | 25        | 5         | 11        | 1         | 1         | .941      |
| 2018  | BOS   | 27        | 1         | 11        | 0         | 0         | 1.000     |
| 2019  | BOS   | 34        | 2         | 23        | 0         | 1         | 1.000     |
| 2021  | BOS   | 32        | 1         | 14        | 0         | 1         | 1.000     |
| 2022  | DET   | 17        | 4         | 7         | 2         | 1         | .846      |
| 2023  | DET   | 26        | 6         | 13        | 1         | 1         | .950      |
| 2024  | ARI   | 10        | 0         | 4         | 1         | 0         | .800      |
| MLB   | MLB   | 212       | 28        | 111       | 8         | 6         | .946      |

- 2024年度シーズン終了時
- 各年度の太字はリーグ最高

### 記録
MiLB
- オールスター・フューチャーズゲーム選出：1回（2013年）

### 背番号
- 52（2015年 - 2017年）
- 57（2018年 - 2019年、2021年 - ）

### 代表歴
- 2023 ワールド・ベースボール・クラシック・ベネズエラ代表